# Liot Island
Liot Island (auch Liot oder Ufe, in der deutschen Kolonialzeit Boudeuse-Insel genannt) ist eine Insel, die zu den Ninigo-Inseln der Manus Province von Papua-Neuguinea gehört.

## Geographie
Die Insel liegt in der Bismarcksee etwa 25 Kilometer südöstlich und damit etwas abseits der anderen Ninigo-Inseln. An der längsten Stelle ist sie etwa zwei Kilometer lang und etwa einen Kilometer breit und überwiegend von Flachland und andesitischen Erhebungen sowie von Korallenkalken geprägt.

## Geschichte
Die Insel wurde 1768 von dem französischer Seefahrer Louis Antoine de Bougainville entdeckt und nach seinem Schiff Boudeuse benannt. Zur deutschen Kolonialzeit war sie nicht ständig bewohnt.
Während des Ersten Weltkriegs wurde das Gebiet 1914 von Australien übernommen und war Teil des australischen Verwaltungsmandats für den gesamten Bismarck-Archipel durch den Völkerbund und nach dessen Auflösung durch die Vereinten Nationen. In den 1920er Jahren war die Insel unbewohnt.
Im Zweiten Weltkrieg wurde die Umgebung der Insel ab Dezember 1942 von Japan besetzt. 1949 fiel das Gebiet wieder an das australische Verwaltungsmandat, bis Papua-Neuguinea 1975 unabhängig wurde.